# Realvila
Realvila (en francès Réalville) és un municipi francès situat al departament de Tarn i Garona i a la regió d'Occitània.

## Demografia
| 1962                                       | 1968  | 1975  | 1982  | 1990  | 1999  | 2006  |
| ------------------------------------------ | ----- | ----- | ----- | ----- | ----- | ----- |
| 1.265                                      | 1.302 | 1.433 | 1.421 | 1.475 | 1.541 | 1.725 |
| Des de 1962: població sense dobles comptes |       |       |       |       |       |       |

## Administració
| Període   | Identitat            | Partit |
| --------- | -------------------- | ------ |
| 1989-2001 | Jean-Paul Vives      |        |
| 2001-2008 | Claude Bonnefoi      |        |
| 2008-     | Jean-Claude Bertelli |        |

## Personatges relacionats
- Ahmadiyya Jabrayilov